# Équipe du Tchad féminine de football
Cet article traite de l'équipe féminine. Pour l'équipe masculine, voir Équipe du Tchad de football.
Maillots
L'équipe du Tchad féminine de football est l'équipe nationale qui représente le Tchad dans les compétitions internationales de football féminin. Elle est gérée par la Fédération tchadienne de football.
Le Tchad joue son premier match officiel le 4 avril 2019 à Blida contre l'Algérie (défaite 2-0), pour le compte des éliminatoires de la zone Afrique du tournoi olympique féminin de football de 2020. Les Tchadiennes n'ont jamais participé à une phase finale de compétition majeure de football féminin, que ce soit la Coupe d'Afrique des nations, la Coupe du monde ou les Jeux olympiques.